# ناتاشکان، کبک (بخش)
ناتاشکان (به فرانسوی: Natashquan) بخشی در منطقه شهری منگانی ناحیه کوت-نور در استان کبک کانادا است. در سرشماری سال ۲۰۱۱ این بخش ۳۷۴ نفر جمعیت داشته‌است و مساحت آن ۱۹۳٫۲ کیلومتر مربع است.